# Tie-in
Un tie-in (pron. /ˈtaɪɪn/) è un'opera commerciale di intrattenimento (romanzo, fumetto, film, serie televisiva, videogioco, gioco...) che è stata tratta, con regolare concessione dei diritti d'autore, da un'altra opera di natura diversa, ma con la stessa ambientazione e, in buona parte, con personaggi e trama analoghi.
Ad esempio, dal romanzo Il padrino sono stati tratti l'omonimo film e i suoi seguiti, e diversi anni dopo anche un omonimo videogioco.
Quando, invece, i suddetti prodotti vengono realizzati, anche abusivamente, ma senza scopi commerciali, dagli appassionati dell'opera originale, si può usare il termine fanfiction.